# Patrick Boyer
 (octobre 2024).
Si vous disposez d'ouvrages ou d'articles de référence ou si vous connaissez des sites web de qualité traitant du thème abordé ici, merci de compléter l'article en donnant les références utiles à sa vérifiabilité et en les liant à la section « Notes et références ».
Patrick Boyer est journaliste et rédacteur en chef à France Inter. Il est qualifié de « Dan Rather français ».
Il acquiert sa notoriété en réalisant pendant plusieurs années l'interview politique de France Info.
Membre fondateur de France Info en juin 1987, il a été longtemps le seul journaliste à avoir travaillé dans les quatre radios : RTL, Europe 1, France Info et France Inter. 
Il n'a été rejoint dans ce club que par Patrick Cohen lors du premier passage de Cohen à Europe 1, à la fin de la décennie 2000.
Patrick Boyer a créé les émissions spéciales sur France Info à l'occasion de la chute du mur de Berlin en novembre 1989.
Pendant 18 ans à France Info il a animé les soirées électorales en France et dans le monde.
Il a rejoint France Inter en 2005.
En 2014, il présente le journal de treize heures de France Inter, en alternance avec Claire Servajean. Il présente également le journal de dix-neuf heures en alternance avec Sébastien Paour.
Diplômé du CFJ, il a commencé sa carrière dans la dernière saison (73/74) de ce qui s'appelait encore l'ORTF.
Patrick Boyer est l'auteur de Les Journalistes sont-ils des Assassins ?, Hachette Essais, 1980.